# Bitka kod Hattina
Bitka kod Hattina, bitka koja se odvila 4. srpnja 1187. godine i rezultirala teškim porazom križarske vojske predvođene jeruzalemskim kraljem Gvidom Lizinjanskim od strane ajubidskog vladara Saladina. Većina križara bila je ubijena ili zarobljena, a vojska je bila potpuno uništena. Posljedice tog velikog poraza bilo je naglo slabljenje i  razbijanje linije obrane Jeruzalemskog Kraljevstva, što je naposljetku rezultiralo opsadom i padom Jeruzalema nekoliko mjeseci kasnije. Primjer je bitke u kojoj je dobro opremljena kršćanska vojska pretrpjela katastrofalan poraz zbog brzopletosti i nesposobnosti vojnih vođa. Težak poraz kod Hattina, a još više predaja Jeruzalema, glavnog grada Jeruzalemskog Kraljevstva nekoliko mjeseci kasnije snažno su odjeknuli širom srednjovjekovne Europe te je uskoro dovela do pokretanja Trećeg križarskog rata (1189. - 1192.), koji nije ostvario bilo kakav značajniji uspjeh.

## Pozadina sukoba
Sukob između križarskih državica i muslimana izazvao je Reginald od Châtillona, vladar Kneževine Antiohije kada je prekršio primirje te napao i opljačkao jednu muslimansku karavanu. Situaciju je dodatno pogoršao kada je odbio poslušati zapovijed jeruzalemskog kralja Gvida Lizinjanskog (1186. - 1192.) da vrati plijen i zarobljenike sultanu Saladinu. Isprovociran, Saladin je objavio kraj primirja i kreće u rat. Iako jeruzalemski kralj nije odobravao postupke Reginalda od Châtillona, ipak je odlučio okupiti na oružje sve križarske državice i protivno stavovima svojih savjetnika odlučio krenuti na Saladinovu vojsku koja je 26. lipnja otpočela opsadu grada Tiberijade.

## Uvod u bitku
Križarska vojska činila je između 20 i 30 tisuća vojnika sakupljenih od vitezova, strijelaca i ostalih ratnika sakupljenih od oružanih snaga Jeruzalemskog Kraljevstva, Grofovije Tripoli, Kneževine Antiohije te raznih viteških redova poput Templara i Ivanovaca. Saladin je također opremio veliku i jaku vojsku koja je opsjedala Tiberijadu. U želji da što prije dođu u pomoć ugroženom kršćanskom gradu, križarski vođe na čeku s kraljem Gvidom donijele su nerazumnu i taktički promašenu odluku da skrate put maršom kroz pustinjsku ravnicu. Vrućina i žega su iscrpili teško oklopljene vitezove, ali i ostatak vojske, a situaciju je otežavala i laka muslimanska konjica koja je putem napadala križarsku vojsku. Saladin se odlučio na igru iscrpljivanja, znajući da će žedna vojska u jednom trenutku posustati od iznemoglosti.

## Bitka
Križarska vojska bila je konačno opkoljena na lokaciji Rogovi Hattina i na nju je izvršen strelovit udar muslimanskih vojnih snaga. Premda su se iscrpljeni križari grčevito branili nisu uspijevali probiti muslimanske redove i izvući se iz obruča. To je uspjelo tek manjem dijelu vojnika koju se se probili prema gradu Akri. Najveći dio vojske je naposljetku bio poražen te su vojnici zarobljeni ili ubijeni. Saladin je otuđio od križara svetu relikviju Pravi križ koju je križarska vojska nosila pred sobom uzdajući se u Božju pomoć, nakon čega je nestala iz povijesnih izvora.

## Posljedice
Nakon bitke Saladin je osobno pogubio uhvaćenog vjerolomnika Reginalda od Châtillona, a dao je i pogubiti sve templare i ivanovce, izuzev templarskog velikog meštra Gerarda de Rideforta. Zarobljen je i kralj Gvido Lizinjanski te je smaknućem velikog broja vitezova i zarobljavanjem jeruzalemskog kralja znatno oslabila sposobnost obrane križarskih državica. To je omogućilo sultanu Saladinu pohod na Jeruzalem koji je pao nakon kraće opsade 2. listopada, nekoliko mjeseci nakon bitke kod Hattina. Moć križarskih država bila je slomljena, a od gradova održali su se samo Akra, Antiohija i Tir. Poraz kod Hattina i posljedični pad Jeruzalema doveo je do organizacije Trećeg križarskog rata.